# Cratere Tintoretto
Tintoretto è un cratere da impatto sulla superficie di Mercurio.
Il cratere è dedicato al pittore italiano Tintoretto.